# Potiskování textilií
Potiskování textilií je technika vytváření vzorů na textiliích nanášením tiskacích barev na předem určená nebo nahodilá místa.

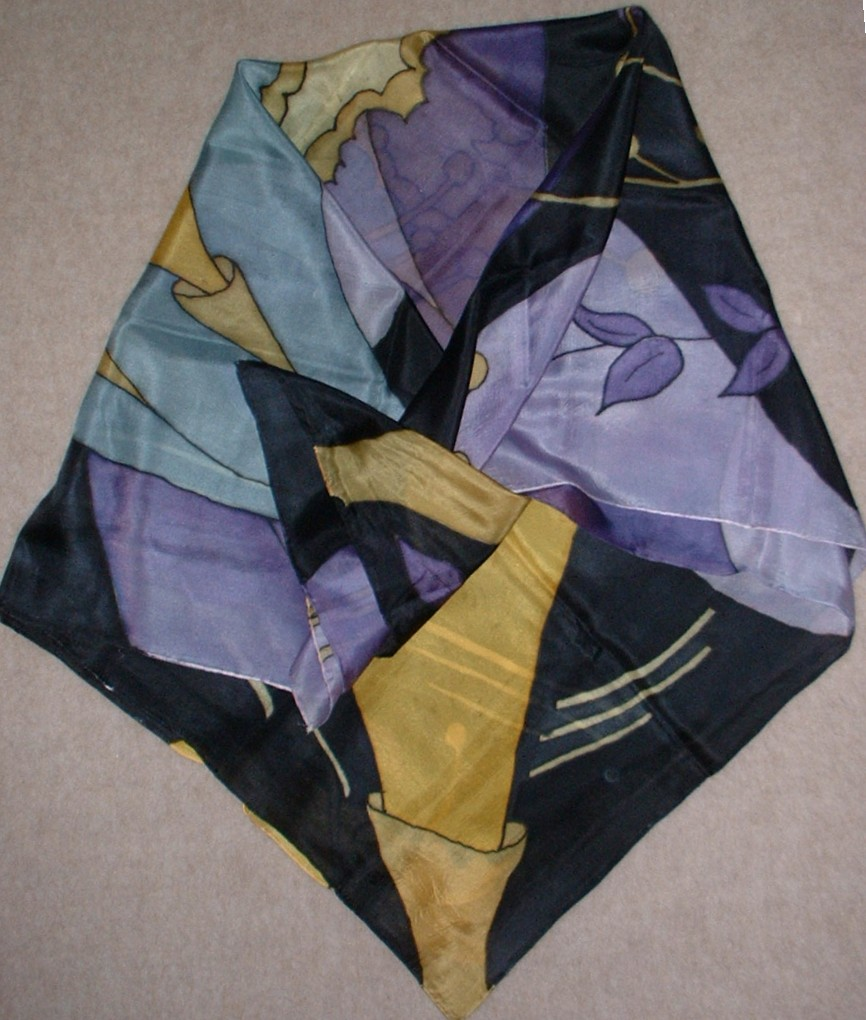
Tisk na hedvábné tkanině

Tiskařská technika vznikla pravděpodobně v Asii, do Evropy se dostala teprve v 10. století. První česká (ruční) tiskárna vznikla v roce 1763 (ve Sloupu u České Lípy), v roce 1770 vynalezl Skot Bell první stroj na hlubotisk. Na začátku 21. století se ve světě potiskovalo ročně 28 miliard čtverečních metrů textilií, většinou filmovým tiskem. Na trhu se však stále více prosazují výrobky zpracované digitálním tiskem 

## Technologie potiskování
Zušlechťování tiskem se provádí na bílých nebo obarvených textiliích, nepotisknuté plochy lze také dodatečně barvit.
Barviva.
Tiskařská barviva se od barvířských liší tím, že u tisku je barva koncentrována do pasty obsahující záhustku a fixace barvy po tisku je rozdílná oproti fixaci po barvení.
Používají se zejména barviva kyselá, přímá (substantivní), reaktivní, kypová, disperzní, barviva vyvíjená na vlákně a pigmenty.

Vzorec oranžového pigmentu Perinon

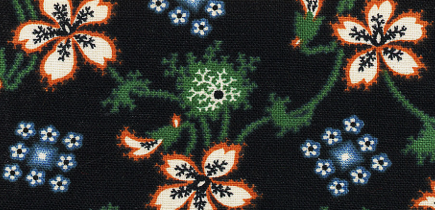
Tisk na bavlněné tkanině: Anilinová čerň v kombinaci s jinými pařenými barvivy (asi v roce 1905)

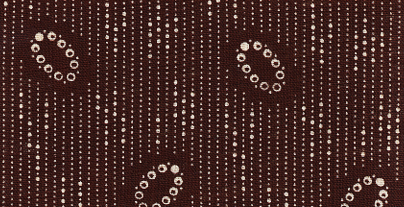
Bavlněná tkanina barvená hnědým azobarvivem a leptaná rongalitem (Na+HOCH2SO2−)

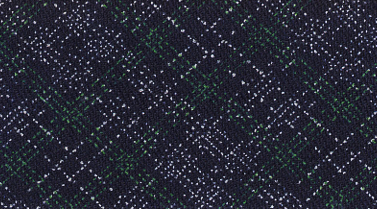
Rezervový tisk s nitrotrazovou modří na bavlněné tkanině

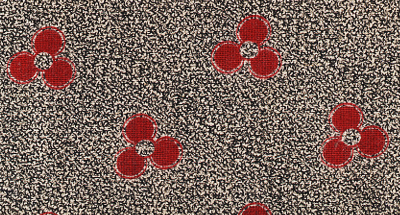
Rezervový tisk na bavlněné tkanině: Mořena barvířská proti analinové černi (snímek z roku 1909)

Nejdůležitější jsou pigmenty, které se ve světě používají jako barvivo asi na polovinu textilních tisků. Jednoduchý proces, použitelnost pro všechny druhy vláken, široká paleta barev a stálost ve vybarvení jsou výhody, které převažují nad nevýhodami (tužší omak a horší stálost v oděru).
V závislosti na specifickém účinku tiskacích barev se rozeznává tisk přímý, leptový a rezervový.
Přímý tisk se používá jen pro bílé a světle obarvené zboží. Tisk se přenáší na místa určená vzorem, barvivo se upevní pařením a účinkem horkého vzduchu.
Leptový tisk.
Tkanina musí být vybarvena leptatelným barvivem. Tiskací barvy obsahují redukční nebo oxidační prostředek, který při pozdějším fixování rozruší na potisknutých místech barvivo tkaniny, na kterých vzniká bílý lept. Jestliže tiskací barva obsahuje v leptu stálé barvivo, vznikají na místech potisku pestré lepty.
Rezervový tisk.
Tiskací barva obsahuje tzv. rezervující látky, které zabraňují vyvinutí barviva na potištěných místech. Podobně jako u leptového tisku zůstávají potištěná místa bez barvy a obsahuje-li tiskací barva mimo rezervujícího prostředku také barvivo, vznikají pestré otisky. 

## Zařízení textilní tiskárny
Výroba probíhá, až na malé odchylky, podle schématu: Příprava pasty – tisk – sušení – fixace – praní
Strojní vybavení k vlastnímu tisku je závislé na používané technice. V současné době uplatňuje zejména: válcová a filmová technika, tisk přenosem a digitální tisk.
Strojní válcový tisk
V literatuře se najdou zmínky o ručně otáčených tiskacích válcích v Nizozemí kolem roku 1632.
Za první tiskací stroj je však pokládán vynález Skota Bella z roku 1783.
Vzor je vyrytý do měděného válce, rytiny se zaplňují barvou. Na tiskací válec se přitlačuje procházející zboží, při čemž se na ně přenáší barva podle vyrytého vzoru.
Tato technika je výhodná pro velké partie a pro ostré kontury vzorů. Zhotovení tiskacích válců je drahé, barvy jsou méně brilantní.
Filmový tisk
- Předchůdce filmového tisku byla technologie japonského mnicha Yuzena z konce 17. století. První úspěšný patent na filmový tisk s plochými šablonami obdržel Američan Odaian v roce 1922. [6]

Každá barva se tiskne přes zvláštní šablonu, šablony mohou být ploché nebo kruhové. Šablony jsou podstatně levnější než tiskací válce a barvy jsou brilantnější než u válcového tisku.
Tiskárna s plochými šablonami však zabírá mnoho místa a výroba není kontinuální.
- Rotační filmový tisk probíhá kontinuálně při vysoké rychlosti a na poměrně malé ploše.

Patent Švýcara Toifela na rotační tisk pochází z roku 1898, technologie se však prakticky uplatnila teprve od roku 1963.
Tisk přenosem, transferový tisk
Princip: Kompletní (evtl. vícebarevný) vzor se přenáší z papírové předložky na textilii. Nejužívanější je tzv. sublimační tisk, vhodný pro textilie ze syntetických vláken. Disperzní barvivo se natiskne na papírovou podložku, ze které přechází na textilii ve formě par. Potisk se nemusí fixovat, stálost barev je velmi dobrá, napodobeniny (podstatně dražšího) pestře tkaného zboží jsou sotva rozeznatelné od originálu.
Tato metoda potisku je velmi vhodná na přenesení fotografií, ale i grafiky, která však musí být uzavřena ve tvaru čtverce nebo obdélníku.
Tento princip využívá k přenosu obtisku transferu na textilii speciálních strojů nazývaných aplikátory transferů. Jedná se vlastně o lis, který působí na obtisk přiložení na látku tlakem a teplotou.
Technologii začala používat v roce 1951 firma DuPont.
Výhody a nevýhody transferu: Výhodou transferu je možnost aplikace na více druhů textilních materiálů při zachování dokonalého krytí textilu motivem. Transfer umožňuje tisknout velmi tenké kontury, detaily loga a vícebarevné motivy i na textil, který nemá 100% kvalitní a vybroušený povrch. Nevýhodou je náročnější předtisková příprava. Motiv je na textil zažehlen. Jedná se o fólii a motiv tak není přirozený, jako je tomu u sítotisku.
Digitální tisk
Tiskne se bez šablon, barva se stříká tryskami přímo na textilii. Dosud jsou známy dva systémy tiskacích strojů:
a) S hrubým rozlišením (40 dpi = 40 bodů na 25,4 mm). Stroje pracují se systémem ventilů řízených počítačem, který vytváří naprogramovaný vzor. Tyto stroje se používají jen na potiskování koberců.
b) Stroje s rozlišením nad 200 dpi, u kterých existují (dosud) 2 systémy:
- kontinuální tisk s rozlišením 200 dpi s výkonem 1,3 m²/hod
- „kapka na požádání“ s rozlišením 1450 dpi a výkonem 100 m²/hod.

Tato technologie je zajímavá zejména pro potiskování malých partií módního zboží.
První pokusy se stříkáním inkoustu na substráty prováděl Francouz Nollet v roce 1749. Technologie injekčního potiskování textilií se uplatnila teprve od 70. let 20. století.

## Galerie strojů na potiskování textilií

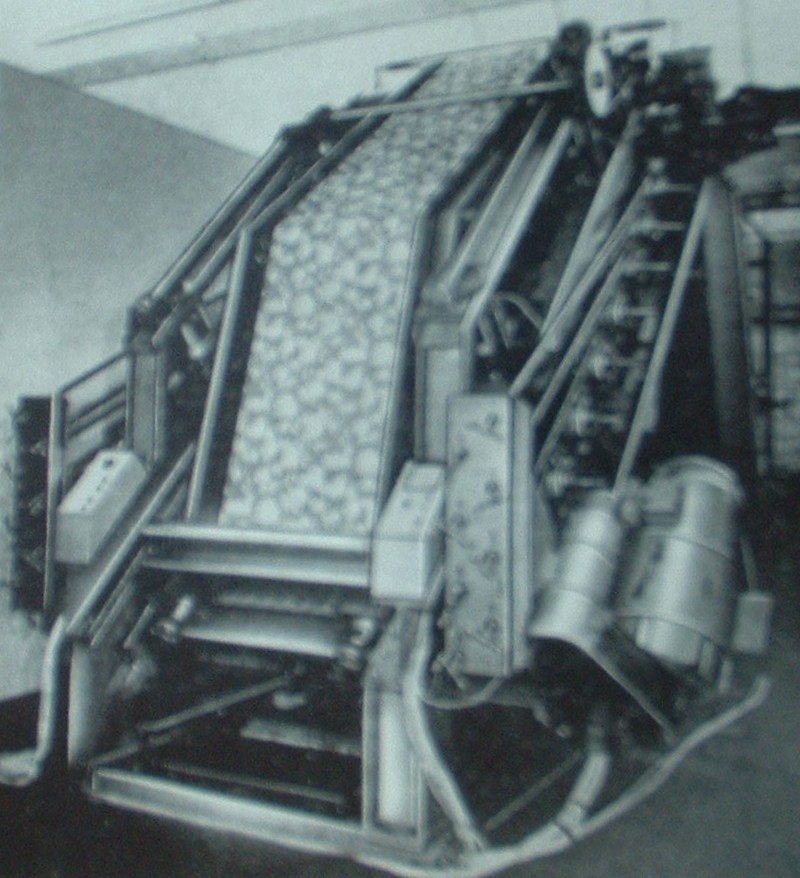
Válcový tiskací stroj ze 70. let 20. století
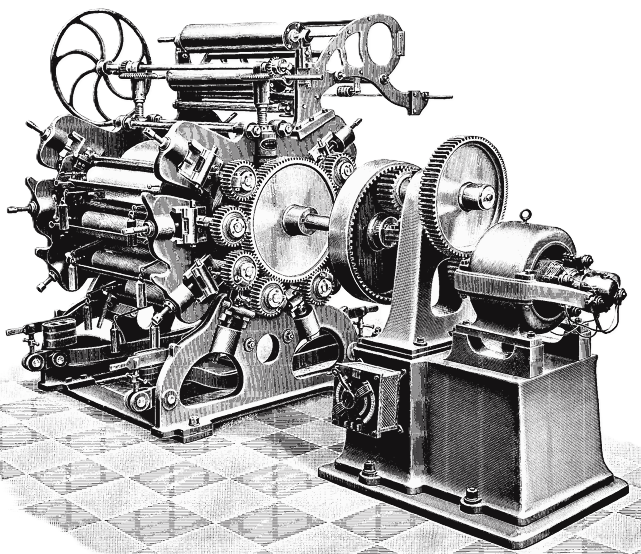
Stroj na potiskování tkanin v osmi barvách (ze začátku 20. století)
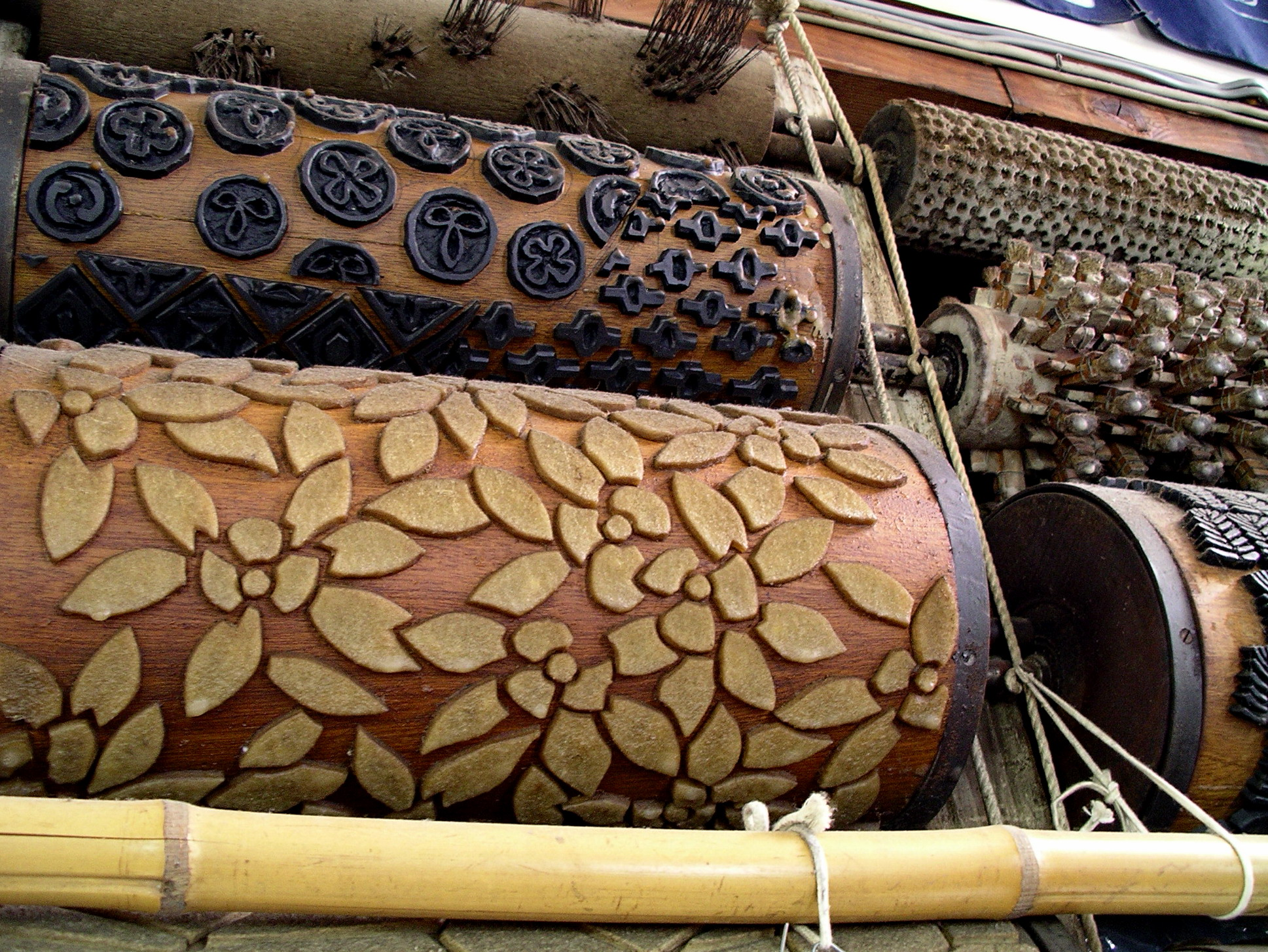
Válce na rezervový tisk (Rozome, japonská technika s  voskovou rezervou)
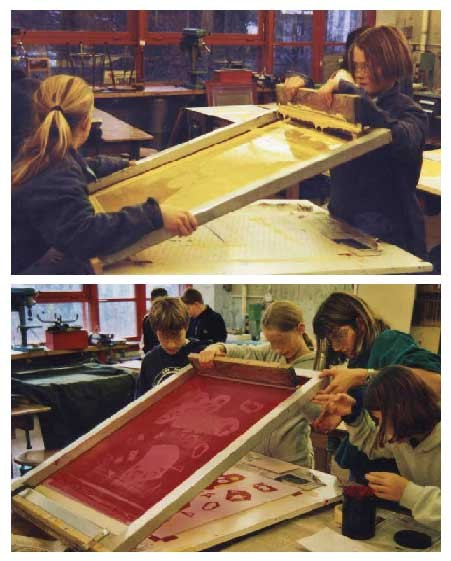
Filmový tisk ve školní výuce
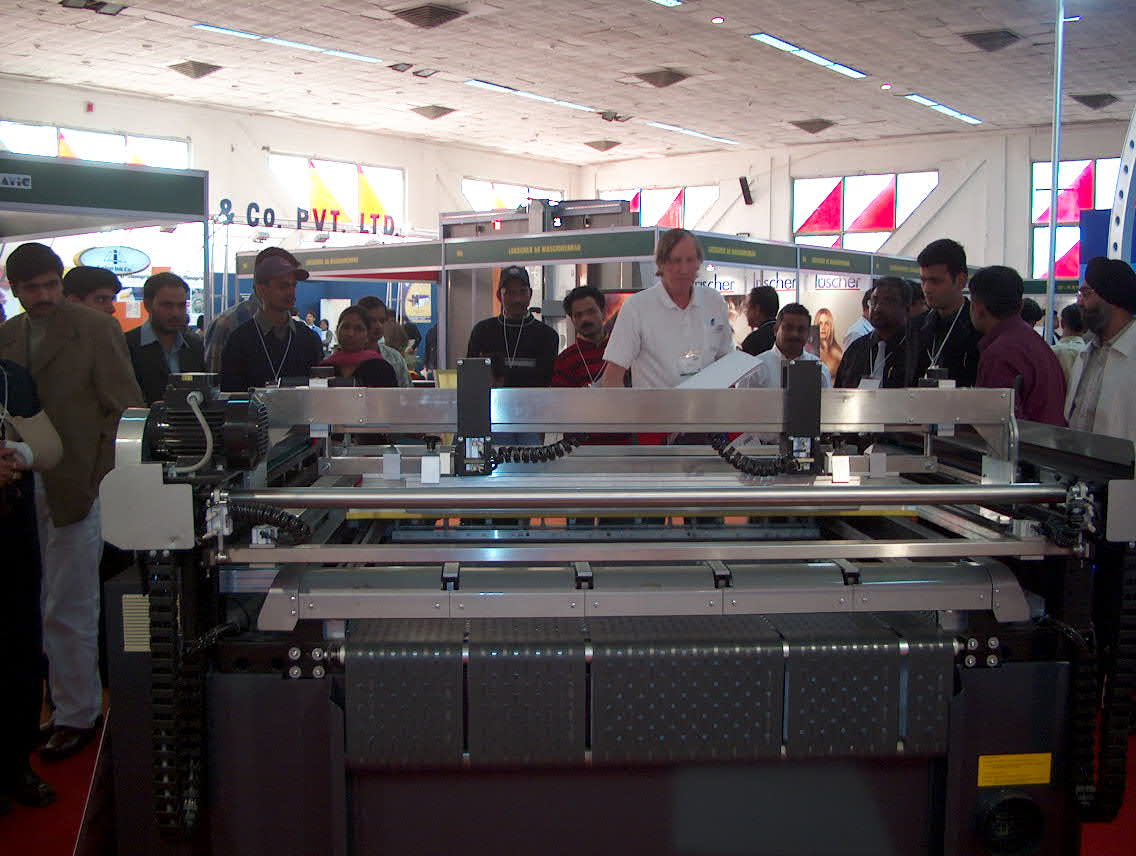
Švédský stroj na filmový tisk
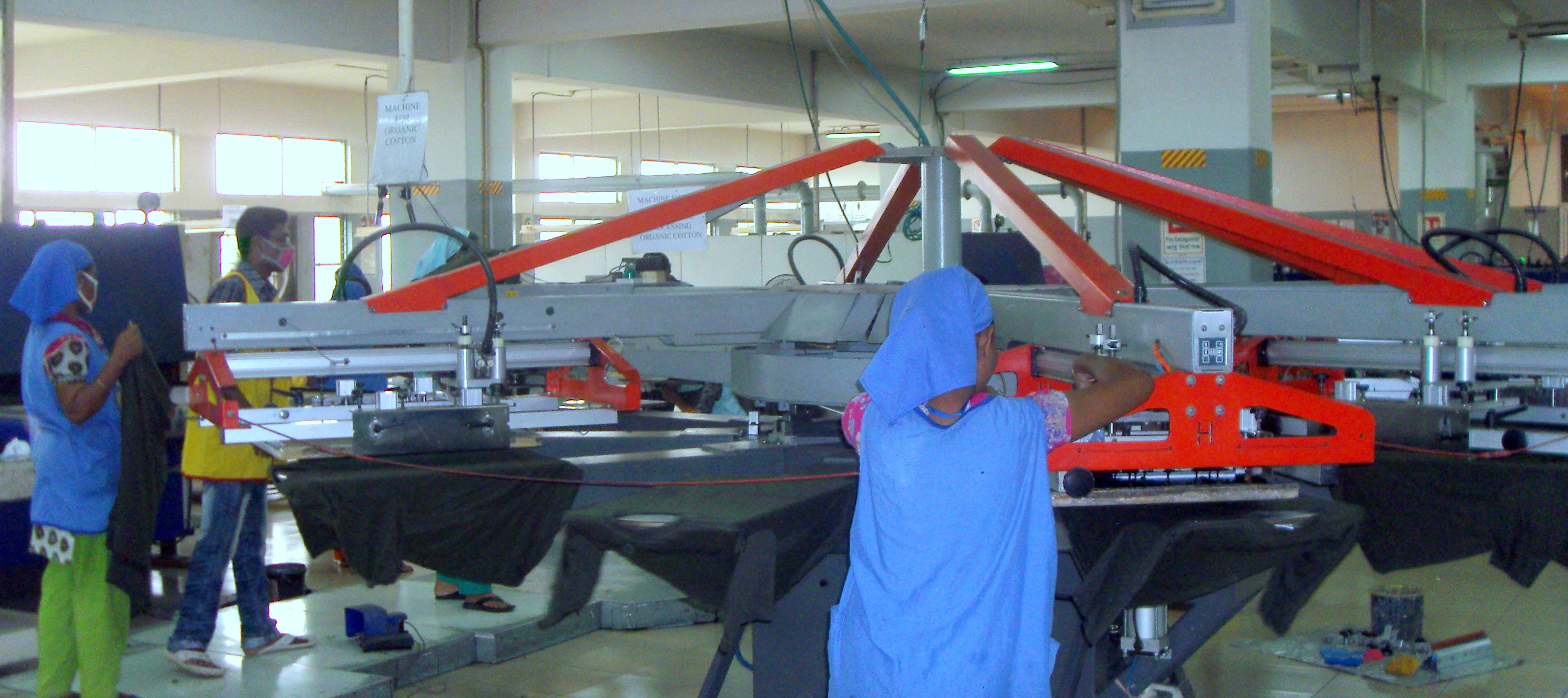
Stroj na digitální potiskívání (Bangladéš 2012)